# Paul MacEwan
Pour les articles homonymes, voir MacEwan.
Paul MacEwan, né le 8 avril 1943 à Charlottetown (Île-du-Prince-Édouard) et mort le 2 mai 2017, est un homme politique canadien du Cap-Breton en Nouvelle-Écosse.
Il a été député de la circonscription de Cape Breton Nova à la Chambre d'Assemblée de la Nouvelle-Écosse de 1970 à 2003.

## Biographie

### Vie privée
Paul MacEwan est le fils d'Horace Frederick MacEwan. Il a effectué ses études secondaires à la Sydney Academy, puis est étudié à l'école normale Nova Scotia Teachers College, avant de suivre des études académiques aux universités canadiennes Saint-Francis-Xavier, Mount Allison, et Cape Breton. MacEwan obtient ainsi un baccalauréat universitaire (Bachelor of Arts) et devient enseignant à Sydney.
Marié à Carol Elizabeth Osborne, il se remarie avec Doreen Elizabeth Corbett en1987. Victime à de multiples reprise d'anévrisme cérébral en 2001 et 2002, MacEwan décède à l'âge de 74 ans le 2 mai 2017.

### Carrière politique
(janvier 2022).
MacEwan est élu pour la première fois le 13 octobre 1970 sous la bannière du Nouveau Parti démocratique de la Nouvelle-Écosse. Lors de cette élection, il devient l'un des deux députés néo-démocrates à la Chambre provinciale, l'autre étant Jeremy Akerman, chef du parti. Il est réélu en 1974 et 1978.
En 1980, peu après la retraite d'Akerman en tant que chef, MacEwan est expulsé du NPD provincial dans une décision controversée de l'exécutif du parti. Il fonde ensuite le Parti travailliste du Cap-Breton et de la Nouvelle-Écosse (Labor Party of Cape Breton and Nova Scotia), parti dont il devient le chef. Alexa McDonough succède ensuite à Akerman à titre de chef du NPD de la Nouvelle-Écosse, après un intérim de James 'Buddy' MacEachern.
Le 6 octobre 1981, MacEwan est réélu par une forte majorité et siège comme indépendant. Le 6 novembre 1984, il est le seul élu des 14 candidats qui se sont présentés sous la bannière travailliste, encore une fois par une forte majorité. Après la dissolution du parti travailliste, il est de nouveau élu comme indépendant le 6 septembre 1988. Il intègre enfin en 1990 le groupe parlementaire du Parti libéral de la Nouvelle-Écosse. Il brigue et gagne l'investiture libérale dans la circonscription locale et est réélu le 25 mai 1993 avec 82 % des votes. Il est réélu deux autres fois, en 1998 et 1999.
MacEwan s'est retiré en 2003 après avoir gagné neuf élections consécutives, trois fois comme néo-démocrate, une fois comme travailliste, trois fois comme libéral et deux fois comme indépendant, toujours dans la même circonscription.